# Xã Boone, Quận Wright, Missouri
Xã Boone (tiếng Anh: Boone Township) là một xã thuộc quận Wright, tiểu bang Missouri, Hoa Kỳ. Năm 2010, dân số của xã này là 1.028 người.